# 1741
- Wikisource

| Calendário gregoriano                                                        | 1741 MDCCXLI                         |
| Ab urbe condita                                                              | 2494                                 |
| Calendário arménio                                                           | 1190 – 1191                          |
| Calendário bahá'í                                                            | -103 – -102                          |
| Calendário budista                                                           | 2285                                 |
| Calendário chinês                                                            | 4437 – 4438 Início a 16 de fevereiro |
| Calendário copta                                                             | 1457 – 1458                          |
| Calendário etíope                                                            | 1733 – 1734                          |
| Calendários hindus - Vikram Samvat - Calendário nacional indiano - Cáli Iuga | 1796 – 1797 1662 – 1663 4841 – 4842  |
| Calendário Holoceno                                                          | 11741                                |
| Calendário islâmico                                                          | 1154 – 1155                          |
| Calendário judaico                                                           | 5501 – 5502                          |
| Calendário persa                                                             | 1119 – 1120                          |
| Calendário rúnico                                                            | 1991                                 |
| Calendário solar tailandês                                                   | 2284                                 |

1741 (MDCCXLI, na numeração romana) foi um ano comum do século XVIII do actual Calendário Gregoriano, da Era de Cristo, e a sua letra dominical foi A (52 semanas), teve início a um domingo e terminou também a um domingo.
| Ano completo                    |
| ------------------------------- |
| Ano comum com início ao domingo |

## Eventos
14 de setembro - Foi fundada Viamão
13 de março até 21 de maio - Cerco de Cartagena das Índias

## Nascimentos
- 7 de Fevereiro - Henry Fuseli (ou Johann Heinrich Füssli), pintor romântico suíço (m. 1825).
- 8 de Abril - José Basílio da Gama, poeta brasileiro (m. 1795).
- 22 de Setembro - Peter Simon Pallas, zoólogo alemão (m. 1811).
- 30 de Outubro - Angelika Kauffmann, pintora suíça.

Data desconhecida
- Ali Paxá de Tepelene, militar e governador da Albânia.

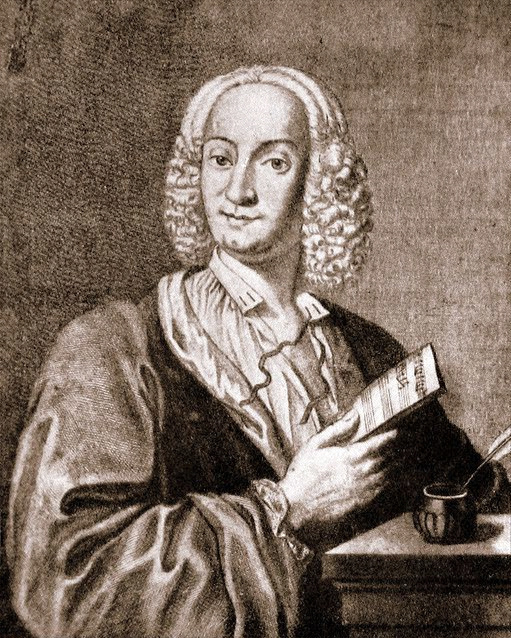
Antonio Vivaldi. Retrato de François Morellon de la Cave, para a colecção Effigies Antonii Vivaldi de Le Cène, com a composição Opus 8, de 1725.

## Mortes
- 28 de julho - Antonio Lucio Vivaldi, compositor de música barroca italiana (n. 1678).
- 24 de novembro - Ulrica Leonor da Suécia, Rainha Soberana da Suécia (n. 1688).
- 19 de dezembro - Vitus Bering, explorador dinamarquês (n. 1680).

## Por tema
- 1741 na ciência
- 1741 na literatura